# Rolando Cepeda
Rolando Cepeda Abreu (Sancti Spíritus, 13 de março de 1989) é um jogador de voleibol cubano que atua na posição de oposto.

## Carreira

### Clube
Cepeda começou sua carreira atuando em sua cidade natal, participando de torneios amadores cubanos. Na temporada 2015–16 obteve permissão do governo cubano para jogar no exterior, assinando na Grécia com o PAOK Thessaloniki, conquistando o campeonato da edição e sendo premiado como o melhor jogador do torneio.
Voltou para as quadras logo após o início da temporada 2018–19, quando foi contratado pelo time turco Efeler Ligi do İnegöl, que deixou na temporada seguinte, quando chegou ao Kuwait para atuar no Kuwait SC. Ele então retorna à primeira divisão turca para o campeonato de 2020–21, assinando com o Sorgun Belediyespor. Na temporada seguinte o oposto cubano retornou para o Kuwait para defender as cores do Kuwait SC novamente.
Retornou as quadras na temporada 2023–24 após assinar com o Develi Belediyespor para disputar o campeonato turco.

### Seleção
Cepeda fez parte da seleção cubana sub-19 que conquistou a medalha de bronze no Campeonato NORCECA Sub-19 de 2006.
Depois de ter feito parte da seleção sub-21 que conquistou a medalha de ouro no Campeonato NORCECA de 2008, onde foi premiado como MVP e melhor atacante, e da prata no Mundial de 2009, Cepeda recebeu em 2009 sua primeira convocação para a seleção adulta cubana, conquistando a medalha de ouro no Campeonato NORCECA e a medalha de prata na Copa dos Campões da NORCECA, seguidas de outras duas medalhas de prata no Mundial de 2010 e nos Jogos Pan-Americanos, antes do bronze na Liga Mundial de 2012.
Em 2014 conquistou o título da Copa Pan-Americana sendo o eleito o melhor jogador do torneio. No ano seguinte ficou com a terceira colocação na Copa dos Campeões e com o vice-campeonato do Campeonato NORCECA.

## Títulos
PAOK Thessaloniki
- Campeonato Greco: 2015–16

## Clubes
| Anos      | Clube                |
| --------- | -------------------- |
| 2004–2015 | Sancti Spíritus      |
| 2015–2016 | PAOK Thessaloniki    |
| 2018–2019 | İnegöl Belediyesi    |
| 2019–2020 | Kuwait Sporting Club |
| 2020–2021 | Sorgun Belediyespor  |
| 2021–2022 | Kuwait Sporting Club |
| 2023–     | Develi Belediyespor  |